# Liste der Monuments historiques in Herny
Die Liste der Monuments historiques in Herny führt die Monuments historiques in der französischen Gemeinde Herny auf.

## Liste der Bauwerke
| Bezeichnung | Beschreibung  | Standort               | Kennzeichnung | Schutzstatus | Datum | Bild |
| ----------- | ------------- | ---------------------- | ------------- | ------------ | ----- | ---- |
| Brunnen     | gallo-römisch | 8 rue de Seutry (Lage) | PA00106784    | Inscrit      | 1929  |      |

## Liste der Objekte
| Bezeichnung               | Beschreibung                               | Standort                        | Kennzeichnung | Schutzstatus | Datum | Bild |
| ------------------------- | ------------------------------------------ | ------------------------------- | ------------- | ------------ | ----- | ---- |
| Skulptur Heiliger Stephan | Kalkstein, farbig gefasst, 15. Jahrhundert | in der Kirche St-Étienne (Lage) | PM57000096    | Classé       | 1984  |      |